# Dekanat Kassel-Hofgeismar
Das Dekanat Kassel-Hofgeismar ist eines von zehn Dekanaten im römisch-katholischen Bistum Fulda. Es umfasst die Stadt Kassel und den Landkreis Kassel. Mit Stand 2022 lebten 53.508 Katholiken (zirka 12 % der Gesamtbevölkerung) im Dekanat Kassel-Hofgeismar. Es grenzt im Nord-Osten an das Bistum Hildesheim, im Süd-Osten an das Dekanat Eschwege-Bad Hersfeld, im Süden an das Dekanat Fritzlar und im Westen an das Erzbistum Paderborn.
Dechant ist André Lemmer, Pfarrer in Kassel, sein Stellvertreter ist Mario Kawollek.

## Geschichte
Mit der Dekanatsreform zum 1. April 2007 wurde das Dekanat Kassel-Hofgeismar als eines von zehn Dekanaten des Bistums Fulda neu errichtet. Es entstand aus den namensgebenden vorherigen Dekanaten Kassel und Hofgeismar.

## Gliederung
Das Dekanat Kassel-Hofgeismar gliedert sich in die folgenden vier Pastoralverbünde:
| Pastoralverbünde              | zugehörige Pfarreien und Kuratien mit Filialen |
| ----------------------------- | --- |
| Kassel Mitte-West             | - St. Elisabeth (Kassel) mit den Filialen St. Bonifatius (Kassel) und St. Joseph (Kassel) - St. Familia (Kassel) - St. Michael (Kassel) - St. Maria (Kassel) mit den Filialen Maria Königin des Friedens (Kassel), Herz Mariae (Kassel) und Heilig Geist (Weimar) - St. Theresia vom Kinde Jesu (Kassel) - Herz Jesu (Kassel) - St. Nikolaus von Flüe (Kassel) mit der Filiale St. Franziskus von Assisi (Elgershausen) |
| St. Kunigunde Kassel-Baunatal | - Christus Erlöser (Baunatal) mit der Filiale St. Pius X. (Großenritte) - St. Antonius von Padua (Kassel) mit der Pfarrkirche St. Andreas (Kassel) sowie den Filialen Mariae Himmelfahrt (Helsa), St. Franz von Sales (Niederkaufungen), St. Heinrich (Oberkaufungen), St. Johannes Bosco (Lohfelden) und St. Kunigundis (Bettenhausen) |
| St. Heimerad Wolfhager Land   | - Hl. Kreuz (Zierenberg) - St. Heimerad mit der Pfarrkirche St. Crescentius (Naumburg) sowie den Filialen St. Marien (Volkmarsen), St. Elisabeth (Merxhausen) und St. Maria (Wolfhagen) |
| Weser-Diemel-Reinhardswald    | - St. Michael (Bad Karlshafen) mit den Filialen St. Peter und Paul (Helmarshausen) und Hl. Kreuz (Trendelburg) - St. Peter (Hofgeismar) mit den Filialen St. Marien (Hofgeismar) und St. Dominikus (Hümme) - Hl. Geist (Oedelsheim) mit der Pfarrkirche St. Johannes Nepomuk (Oeselsheim) und den Filialen Zum Guten Hirten (Gieselwerder), St. Maria Goretti (Lippoldsberg) und Hl. Familie (Vernawahlshausen) - Hl. Geist (Grebenstein) mit den Filialen Herz Jesu (Calden) und Mariae Heimsuchung (Ehrsten) - Hl. Kreuz (Ihringshausen) mit der Filiale St. Josef (Rothwesten) - St. Clemens Maria (Immenhausen) mit den Filialen Maria Königin (Hohenkirchen) und Guter Hirte (Schäferberg) - Hl. Geist (Vellmar) mit der Filiale St. Wigbert (Veckerhagen) |